# 다치아 더스터
다치아 더스터(Dacia Duster)는 프랑스 자동차 제조업체 르노와 루마니아 자회사 다치아가 2010년부터 공동으로 생산·판매하고 있는 소형 크로스오버 제품군이다. 라틴 아메리카, 러시아, 우크라이나, 아시아, 중동, 남아프리카, 뉴질랜드 등 특정 시장에서는 르노 더스터(Renault Duster)라는 이름으로 판매되고 있다. 4도어 더블 캡 픽업은 2015년 말 남미에서 르노 더스터 오로치라는 이름으로 출시되었고, 싱글 캡 다치아 더스터 픽업은 2020년에 출시되었다.